# Proconomma crassipalpis
Proconomma crassipalpis is een hooiwagen uit de familie Pyramidopidae.